# Ilias Tsirimokos
Ilias Tsirimokos (Griechisch: Ηλίας Τσιριμώκος) (* 1907 in Lamia; † 14. Juli 1968 in Athen) war ein griechischer Politiker und ehemaliger Ministerpräsident.
Tsirimokos begann seine politische Laufbahn 1936 mit der Wahl zum Abgeordneten der Nationalversammlung (Voulí ton Ellínon). Nach der Besetzung durch die deutsche Wehrmacht führte er seine Griechische Volksdemokratische Partei in die Nationale Befreiungsfront (EAM), die unter dem Einfluss der Kommunistischen Partei Griechenlands (KKE) stand. Am 12. März 1945 nahm er als Generalsekretär der ELD an der Unterzeichnung des Varkiza-Übereinkommens teil, durch das die verschiedenen politischen Strömungen des griechischen Widerstands vereint wurden. Nach dem Zweiten Weltkrieg wurde er Mitglied der Zentrumsunion (EK) von Georgios Papandreou. 
Nach dem Sieg der Zentrumsunion bei den Wahlen zur Nationalversammlung 1963 wurde er Präsident der Nationalversammlung. Nach Meinungsverschiedenheiten zwischen Ministerpräsident Papandreou und König Konstantin II. kam es zu einer Regierungskrise. Nachdem Tsirimokos mit mehreren anderen Abgeordneten Papandreou die Unterstützung versagte, musste dieser am 15. Juli 1965 als Ministerpräsident zurücktreten. Nach dem Scheitern von dessen Nachfolger Giorgos Athanasiadis-Novas war er schließlich vom 20. August bis zum 17. September 1965 Ministerpräsident. Allerdings konnte auch er nicht die verschiedenen Strömungen aus abtrünnigen Abgeordneten der EK und der National-Radikalen Union zusammenführen. Zwischen 1965 und 1966 war er zudem Außenminister.

## Veröffentlichungen
- Μνήμη. Σκιαγραφία Ιωάννου Τσιριμώκου. Αλφα, Αθήνα 1953.

## Biographische Quellen und Hintergrundinformationen
- Biographische Angaben in rulers.org